# Archibald Montgomerie, XIII conte di Eglinton
Archibald William Montgomerie, XIII conte di Eglinton e I conte di Winton (Palermo, 29 settembre 1812 – St. Andrews, 4 ottobre 1861), è stato un nobile e politico scozzese.

## Biografia

### I primi anni
Archibald Montgomery nacque a Palermo, in Sicilia, figlio del maggiore generale Archibald Montgomerie, lord Montgomerie (30 luglio 1773 – 4 gennaio 1814), figlio primogenito di Hugh Montgomerie, XII conte di Eglinton. Sua madre fu lady Mary Montgomerie (m. 1848), figlia del generale Archibald Montgomerie, XI conte di Eglinton. Nei primi anni scolastici, Archibald venne educato ad Eton.

### La carriera politica
Archibald fu uno strenuo sostenitore del partito Tory. Nel 1846 venne incluso nella Camera dei Lords ed il 28 maggio di quell'anno egli tenne un lungo intervento contro il Corn Importation Bill, opponendosi due anni più tardi al Jewish Disabilities Bill.
Nel febbraio del 1852, egli divenne Lord Luogotenente d'Irlanda nel governo del conte di Derby. Egli si ritirò dall'incarico nel dicembre successivo dopo essere stato uno dei viceré d'Irlanda.
Quando il conte di Derby tornò al suo incarico di primo ministro nel febbraio del 1858, Montgomery venne nuovamente nominato lord luogotenente e mantenne tale incarico sino al giugno del 1859.
In quell'anno egli venne creato Conte di Wintoun, una contea già retta da gente della sua terra, i Setons, dal 1600 al 1716, quando George Seton, V conte di Wintoun, era stato privato dei suoi onori per alto tradimento.
Morì a Mount Melville House, presso St. Andrews, il 4 ottobre 1861, e venne sepolto nella cappella di famiglia a Kilwinning, nell'Ayrshire, l'11 ottobre 1861.

## Le corse dei cavalli
Il principale obbiettivo d'interesse di Lord Eglinton per diversi anni furono le corse dei cavalli, ai quali dedicò diversi anni di studio al punto da essere reputato tra i più profondi conoscitori del mondo di quello sport. Il suo cavallo di maggior successo fu The Flying Dutchman che vinse il Derby di Epsom e la St Leger Stakes nel 1849.

## Il Torneo Eglinton

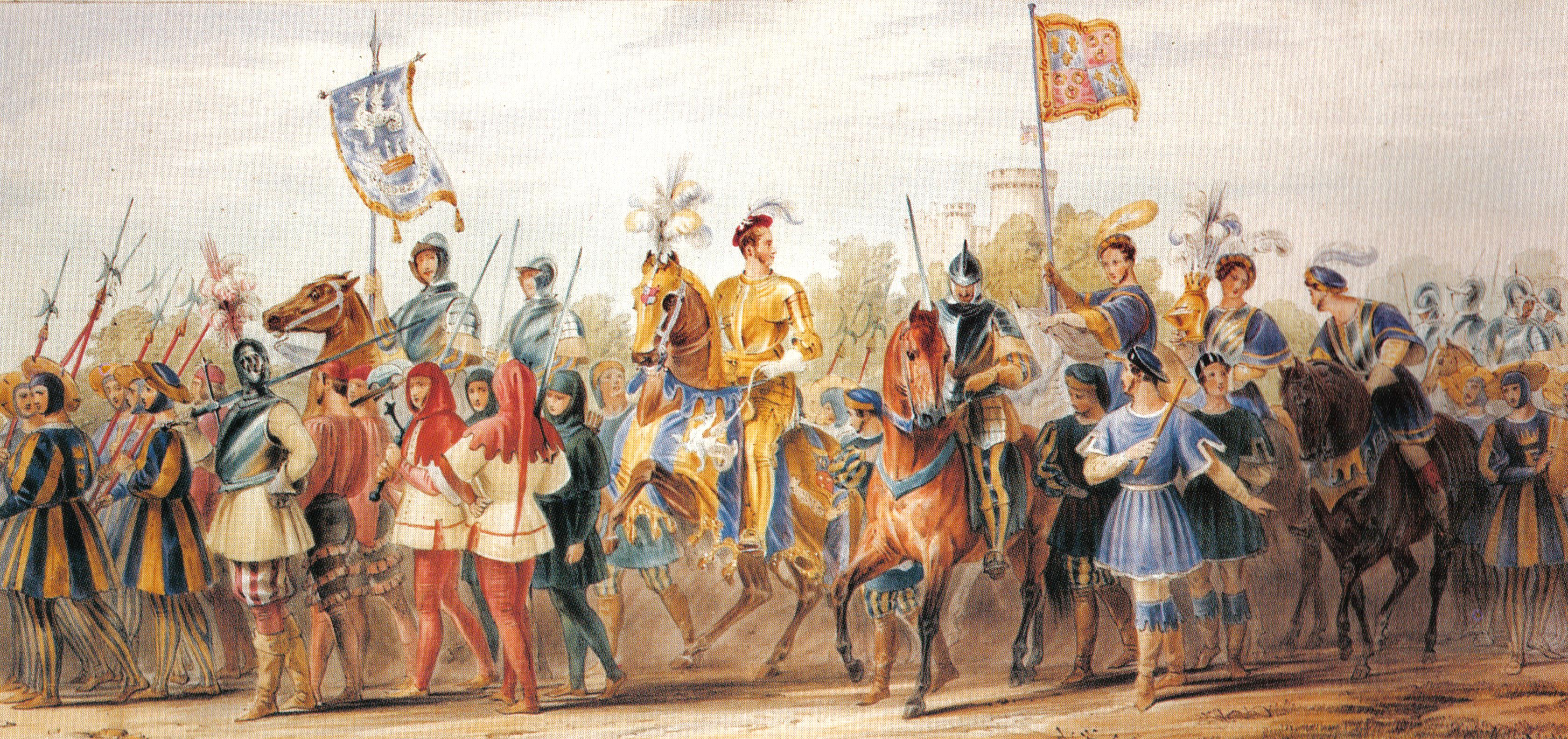
Lord Archibald Montgomerie in costume medievale al centro, durante il Torneo Eglinton da lui organizzato

Nel 1839, il nome di lord Eglinton divenne particolarmente noto per la sua organizzazione del Torneo Eglinton. Questo torneo, in pieno stile medievale, si tenne al Castello di Eglinton e si dice sia costato 30.000/40.000 sterline dell'epoca. Sfavorito in particolare dal maltempo, la gara si tenne sotto una pioggia battente, ma fu un successo per il pubblico che ebbe l'occasione per rivivere un vero e proprio torneo di stile medievale, coi partecipanti che dovettero allenarsi appositamente per un anno con la lancia per potervi prendere parte secondo le regole. Il principe Luigi Napoleone (Napoleone III) e lady Seymour, nipote di Richard Brinsley Sheridan e la moglie di Lord Seymour, futuro XII duca di Somerset, vi presero parte. Il reverendo John Richardson scrisse un libro sul torneo nel 1843 e lo corredò da disegni ad opera di James Henry Nixon (1843). Il torneo è descritto anche nell'opera Endymion di Benjamin Disraeli.

## Matrimonio e figli
Lord Eglinton si sposò in prime nozze con Theresa Howe Cockerell, nata Newcomen, vedova del Capitano della Royal Navy, Richard Howe Cockerell (1798-1839, bur Park St, Calcutta). Mrs Cockerell era a sua volta figlia illegittima di Thomas Gleadowe-Newcomen, II visconte Newcomen (1776-1825) e della sua amante, Harriet Holland. Theresa Newcomen nacque a Calcutta nel 1809, e morì il 16 dicembre 1853 al Castello di Eglinton. La coppia ebbe i seguenti figli:
- Archibald Montgomerie, XIV conte di Eglinton (3 dicembre 1841 – 30 agosto 1892)
- Lady Egida Montgomerie (n. circa 1843 - 13 gennaio 1880)
- Seton Montolieu Montgomerie (15 maggio 1846 – 26 novembre 1883), ebbe due figlie
- George Montgomerie, XV conte di Eglinton  (23 febbraio 1848 – 10 agosto 1919), antenato degli attuali discendenti

Secondo le memorie di Eglinton stesso, questo matrimonio fu il suo più grande errore nella vita. Ad ogni modo sua nipote Anna Theresa Cockerell (1836-1912), aiutata dal secondo matrimonio di sua madre, andò in sposa a Charles Chetwynd-Talbot, XIX conte di Shrewsbury.
Dopo la morte di Theresa nel dicembre del 1853, egli si sposò in seconde nozze con Adela Caroline Harriett, figlia di Arthur Capell, VI conte di Essex, nel 1858. La coppia ebbe i seguenti figli:
- Lady Sybil Amelia Montgomerie (m. 3 febbraio 1932)
- Lady Hilda Rose Montgomerie (m. Bangors, Iver, Buckinghamshire, 18 giugno 1928), sposò Tonman Mosley, I barone Anslow.

Lady Adela morì nel dicembre del 1860 all'età di 32 anni. Lord Eglinton le sopravvisse di meno di un anno e morì nell'ottobre del 1861. Venne succeduto dal suo figlio primogenito Archibald.